# 沖縄気象台

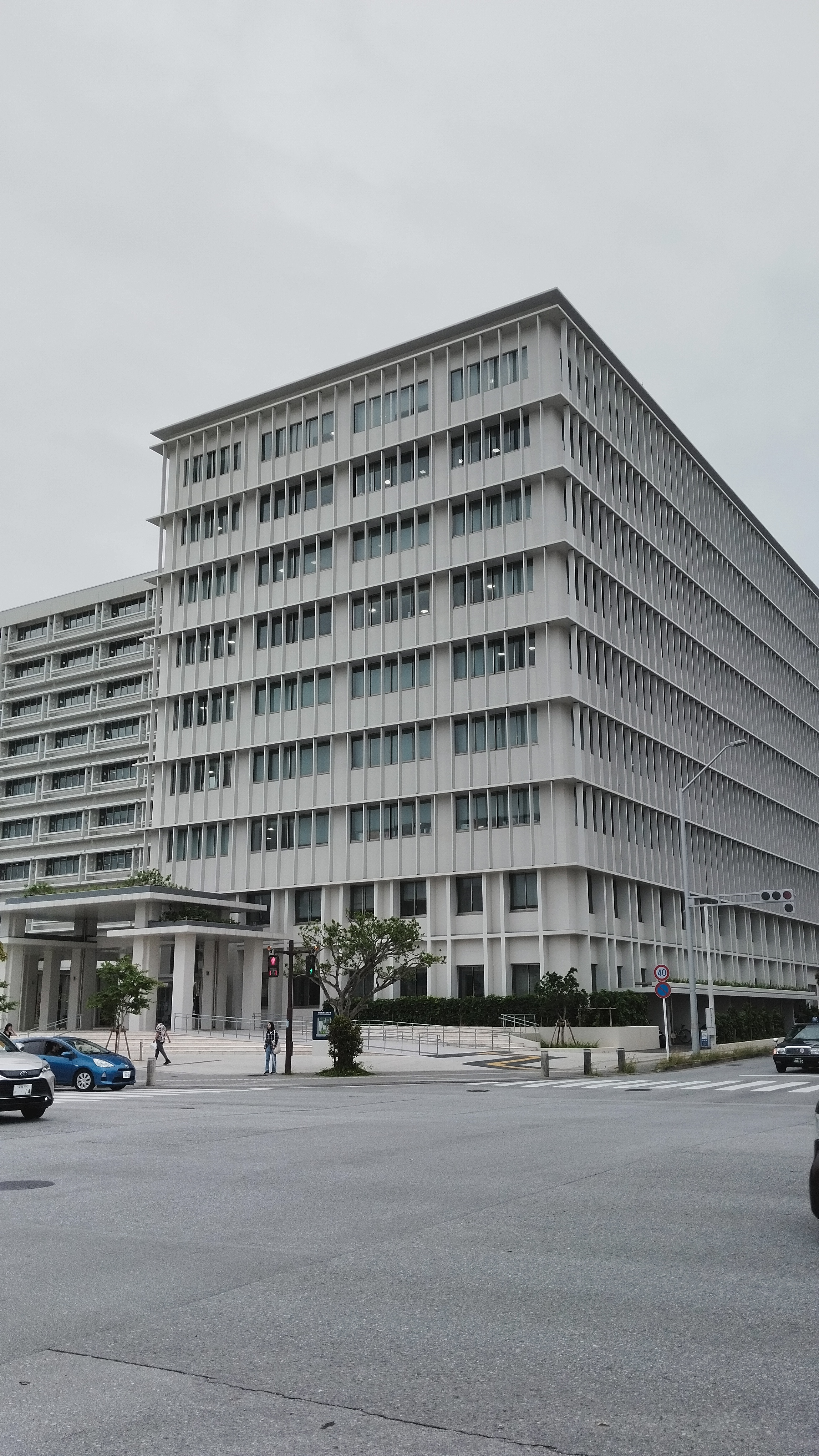
2024年（令和6年）11月18日から入居する 那覇第2地方合同庁舎3号館 遠景
【2025年5月撮影】

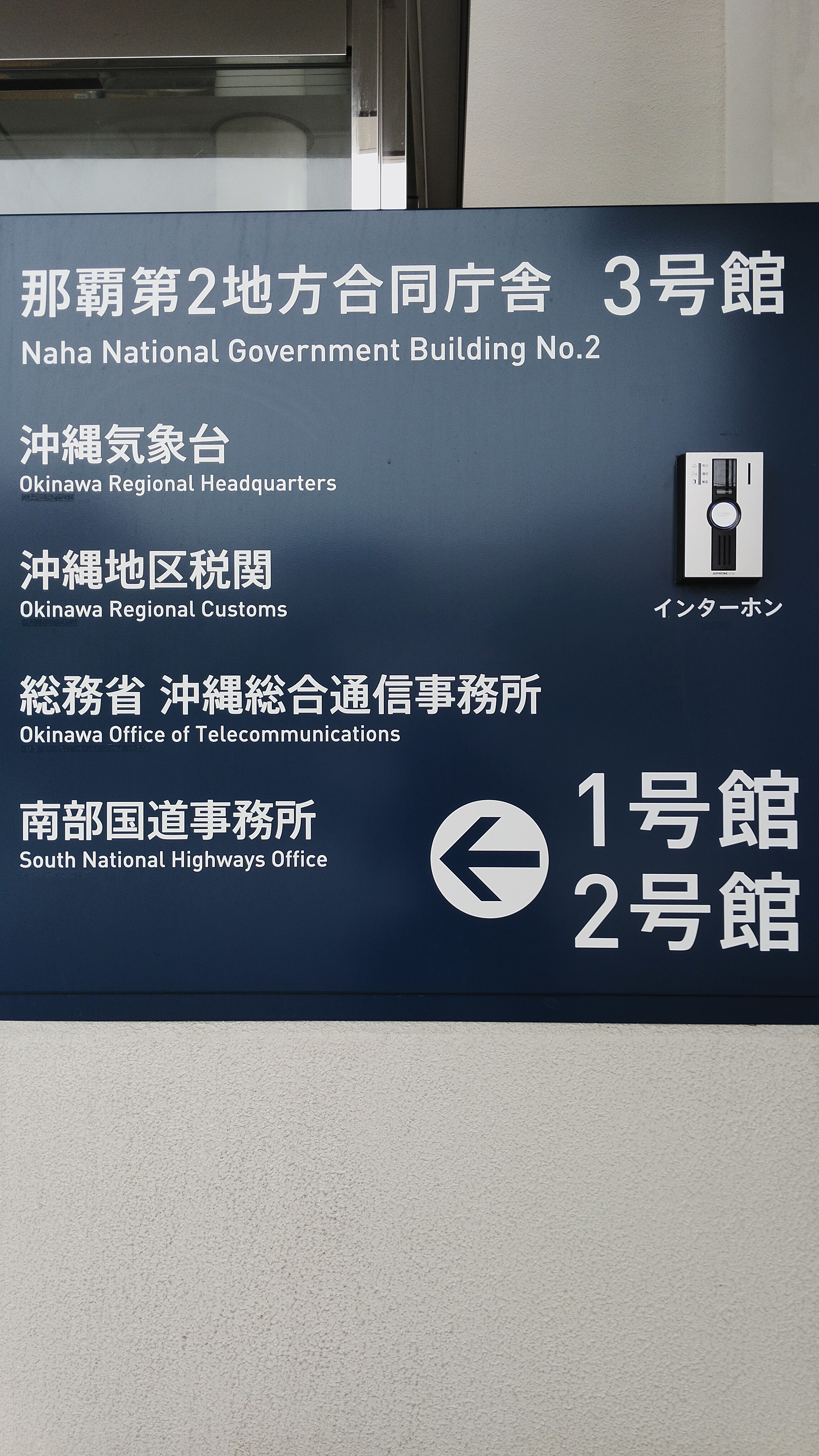
那覇第2地方合同庁舎3号館 正面玄関横の入居組織掲示板
【2025年5月撮影】

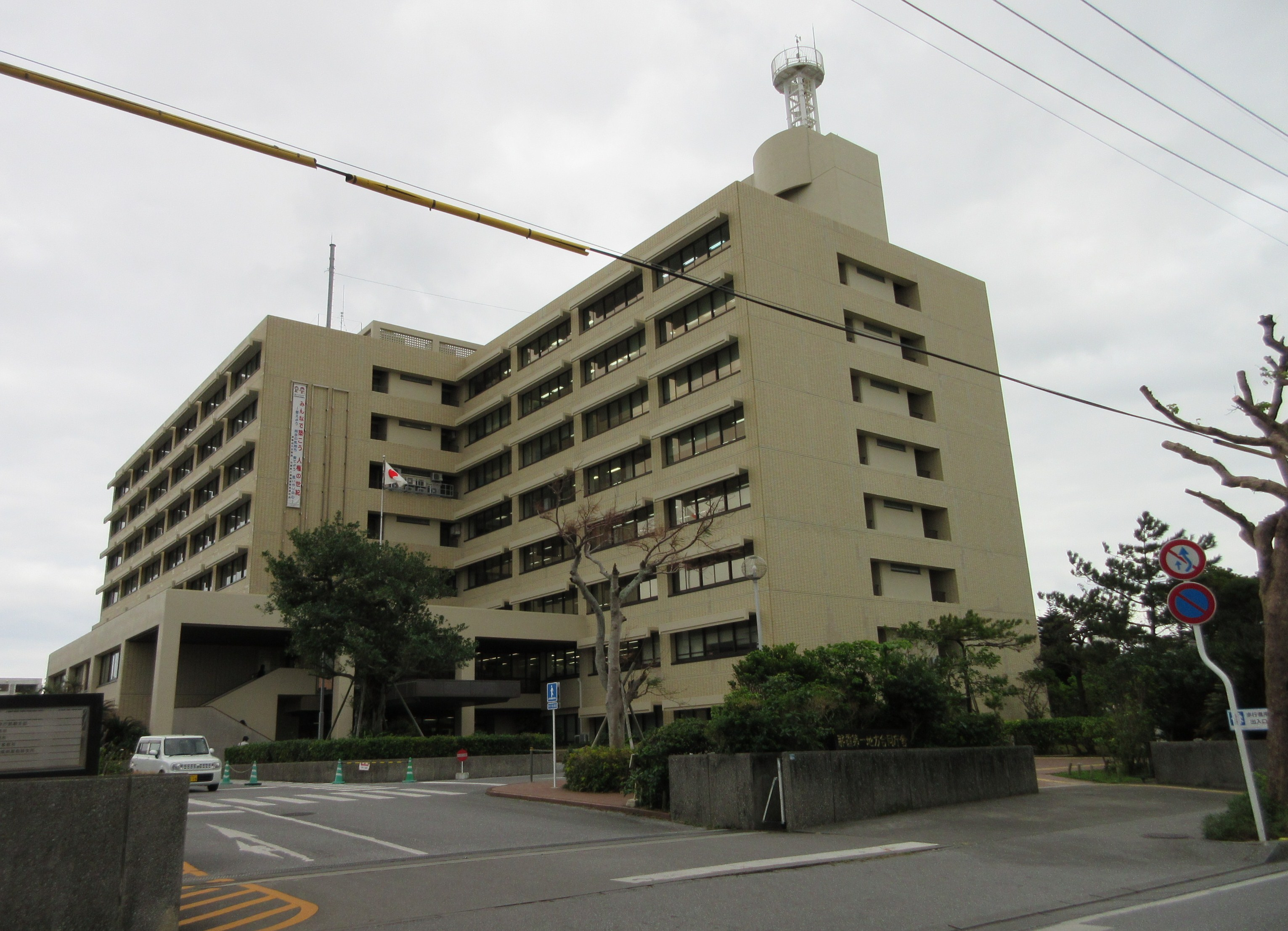
1987年から2024年まで沖縄気象台が入居していた那覇第一地方合同庁舎

沖縄気象台（おきなわきしょうだい）は、沖縄県にある気象台。県内の天気予報業務などを行っている。管轄下に、南大東島地方気象台・宮古島地方気象台・石垣島地方気象台・那覇航空測候所がある。
「沖縄地方気象台」と間違って言われることがあるが、沖縄県は海洋面積で計算するとその広がりが非常に大きいため、法令の規定により当面の間管区気象台と同等の地位とされている。よって、「地方」や「管区」がつかない。
沖縄県と奄美群島（福岡管区気象台・鹿児島地方気象台が管轄）を指して「沖縄・奄美」との呼び名が使われている。

## 沿革

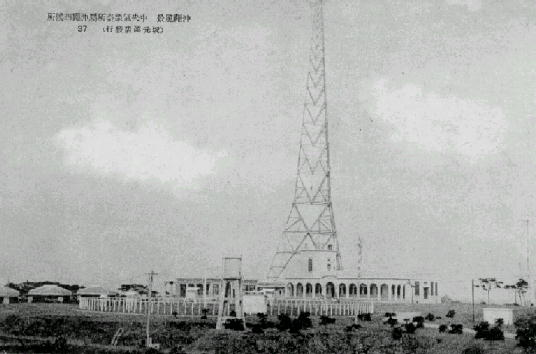
1930年頃の
中央気象台附属沖縄測候所(当時の呼称)

### 気象業務の開始から沖縄戦まで
1887年（明治20年）10月11日の内務省告示第4号により地方測候所の位置が指定され、1890年（明治23年）7月1日に「沖縄県立那覇二等測候所」として那覇若狭町村字松尾山（マーチュウ）に創立された。この日は沖縄気象台設立記念日となっている。
1900年（明治33年）1月1日に「沖縄県立那覇一等測候所」へ昇格。1917年（大正6年）5月8日に「那覇測候所」へ改称した。
1924年（大正13年）5月1日、失火によって全焼し、蓄積してきた観測資料をすべて失った。そのため翌6月から県庁舎（那覇市美栄橋町）に隣接する県会議事堂の一角にある3階建ての建物を仮事務所として観測と予報業務を再開した。
1925年（大正14年）10月5日、中央気象台付属沖縄測候所に改称。その後、1927年（昭和2年）4月5日、島尻郡小禄村鏡水原名座原儀（ガジャンビラ）に庁舎や無線塔を新設して移転。
その後、中央気象台の機構改革で、1932年（昭和7年）4月1日に「中央気象台沖縄支台」、1939年（昭和14年）11月1日に「沖縄地方気象台」と改称され福岡管区気象台の管轄となった。

### 沖縄戦

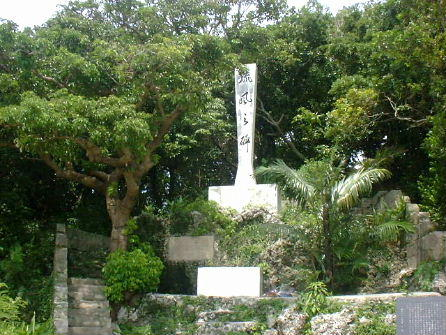
琉風の碑

1944年（昭和19年）10月10日早朝の沖縄本島への米軍による大空襲では、宿直通信士が福岡管区気象台に「空襲、空襲、敵機来襲」と打電した。気象台は空襲の被害を受けなかった。
沖縄戦で気象台の職員には現地で軍への入隊や応召を受けた者もいたため、37人となっており、首里弁ヶ丘の陸軍気象隊、小禄飛行場の海軍航空隊と行動を共にしていた航空気象観測所の職員、小禄の防空壕（小禄壕）で観測・通報を続けた職員の3グループに分かれた。
1945年（昭和20年）4月1日、「鉄の暴風」とも呼ばれる熾烈な地上戦が始まり、上陸地点に近い首里の気象隊と行動を共にしていた職員の中には北部に避難した職員もいた一方で命を落とした者もいた。海軍の小禄飛行場も陸海空からの熾烈な攻撃を受けて占領されたが、このとき航空気象観測所の職員は全員が海軍部隊と行動を共にして迫撃戦に参加した。また、小禄壕では送信機の部品が故障して送信不能になったため、那覇無線局から修理部品を命がけで入手して通報を続けた。
しかし、5月17日に米軍は気象台の通信を探知し、防空壕はグラマン機の激しい爆撃を受けて落盤し、福岡管区気象台に訣別電報を打った後に壕を出て南下を始めた。𩜙波（のは）で首里から南下してきた職員の一部と合流し、長堂に至ったがここでも戦死者と負傷者数名を出して後退し（追撃砲弾が激しくなり動けなくなった負傷者にはやむなく手榴弾が手渡された）、5月22日には真栄平に向かった。
真栄平で陸軍気象隊と同隊に協力していた気象台職員と合流したが、陸軍気象隊長は気象台職員は軍人ではないとして気象台職員の団体行動を解除した。このような状況下でも観測、通報されたデータが極東天気図として残っている。
真栄平では餓死者1人が出たが、負傷により残った1人と名城方面に分かれて糸満で捕虜になった2人が生き残った。他の職員19人は米須を経て伊原に辿り着いたが、6月中旬に2人が負傷（1人はその後自決）、6月22日には2人が爆死した。
残る13人は伊原の地を離れたが、1人は負傷して動けなくなり捕虜となり生き残った。8月22日以降の職員の動向は不明であるが全員戦死したものとみられている。沖縄地方気象台からは軍に入隊して戦死した職員を含めて73人（遺族の申出で合祀者刻銘石に追加刻銘された3人を含む）の戦争犠牲者を出した。
戦後、沖縄地方気象台の壊滅を聞いた全国の気象官署の職員と琉球気象台の献金によって「琉風の碑」が作られ、1950年（昭和25年）12月15日に除幕式が行われた。
気象台は1945年（昭和20年）5月25日に機能を失って業務を停止し、8月11日付の運輸省令で沖縄測候所に降格し、1946年（昭和21年）11月13日に同測候所は廃止された。

### 琉球政府時代の気象官署の沿革
戦後、琉球諸島の気象官署は各群島の民政府の知事の配下となったが混乱していた。
1950年（昭和25年）1月1日、那覇市上之蔵上之山に琉球気象局が開設され、同年3月6日に郵政局と合併して琉球気象庁に改称した。
その後、1952年（昭和27年）4月1日の琉球政府発足以降、日本復帰までの気象官署の沿革は以下のとおりである。
- 1952年（昭和27年）4月1日　琉球政府郵政局琉球気象台となる[2]。
- 1952年（昭和27年）10月8日　本土中央気象台と琉球気象台間に無線電信が開通。
- 1953年（昭和28年）4月1日　琉球政府の機構改革に伴い工務交通局の附属機関となる。
- 1953年（昭和28年）8月1日　那覇市天久前原1126番地へ移転[2]。
- 1955年（昭和30年）7月3日　戦後初めて、新聞（沖縄タイムス朝刊）に天気図が掲載される。
- 1956年（昭和31年）5月1日　立法院制定の気象業務法（1955年立法第71号）が施行される。
- 1964年（昭和39年）4月8日　米国気象学会沖縄支部が結成される（琉球気象台は10年前から米国気象学会に入会済）。
- 1965年（昭和40年）8月1日　琉球政府の機構改革に伴い、通商産業局の外局「琉球気象庁」となる[1][2]。それに伴い管内の各測候所は気象台に昇格。
- 1967年（昭和42年）10月17日　琉球気象庁長が本土気象庁部長会議に初出席。

### 復帰後の沿革

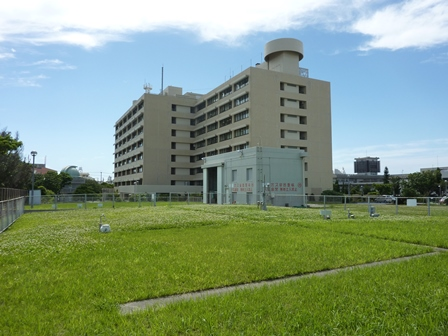
沖縄気象台の観測地点は那覇、南大東島、宮古島、石垣島にあり、そこでは気象測器を用いた自動観測の他に、職員による目視観測を実施している。写真は那覇の観測露場で、観測点「那覇」は本台の2024年移転後も那覇第一地方合同庁舎の敷地内に残存し、引き続き運用している。

当初、気象庁は沖縄の本土復帰に合わせて「那覇管区気象台」への改組を計画したが、大蔵省との折衝の結果、ミニ管区とすることにし、「沖縄気象台」となった。
1972年（昭和47年）5月15日の復帰当日、沖縄気象台に改称し、管内の気象台とともに気象庁の所属となった。
1987年（昭和62年）3月2日付で庁舎を那覇市天久から同市樋川1丁目15番15号の那覇第一地方合同庁舎に移転。
2024年（令和6年）11月18日に庁舎を那覇第一地方合同庁舎から同市おもろまち2丁目（那覇新都心）の那覇第2地方合同庁舎3号館へ移転。

## 組織
沖縄気象台は、沖縄気象台（本台）のほか、宮古・八重山諸島・大東島地方を管轄する。全国の11地方予報区の一つ「沖縄地方」の地方予報中枢である（地方気象台#各地方気象台と管轄区域参照）。地方気象台は、宮古島・石垣島・南大東島にある。また、那覇空港には那覇航空測候所が置かれている。
なお、沖縄気象台は各管区気象台と当分の間は同等とされる（国土交通省設置法第48条第2項）。

### 沖縄気象台の組織

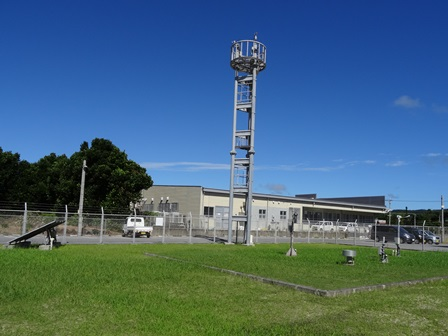
沖縄気象台の無人観測地点は、名護、久米島、西表島、与那国島にあり、視程計、感雨器、湿度計を用いて観測をおこなっている。写真は久米島の観測露場。

各管区気象台とは異なり、課が台長直轄で「部」は存在しない。
- 観測課高層気象観測室 - オゾン観測及び紫外域日射観測（オゾンゾンデ・ドブソンオゾン分光光度計を用いる）。

気象庁では世界各国と協力し、上空のオゾン量の変化を監視するため、那覇のほかにも札幌（札幌管区気象台）、つくば（高層気象台）、南極（昭和基地）の4か所でオゾン観測を行っている。

### 沖縄気象台管内の地方気象台等
特別地域気象観測所は、かつて気象庁職員が常駐していた測候所から移行した観測所で、現在は無人化されているものの、気温、降水量、風向・風速等の観測は自動化された機器で継続している。
- 沖縄気象台

- 名護特別地域観測所（2002年3月1日に名護測候所から移行）
- 久米島特別地域観測所（2004年10月1日に久米島測候所から移行）

- 宮古島地方気象台
- 石垣島地方気象台

- 西表島特別地域観測所（2002年3月1日に西表島測候所から移行）
- 与那国島特別地域観測所（大気バックグラウンド汚染観測を実施）（2008年10月1日に与那国島測候所から移行）

大気バックグランド汚染観測は与那国島のほか、綾里（岩手県）、南鳥島の国内3か所で行われている。
- 南大東島地方気象台

各地方気象台は他管区の地方気象台とは異なり「防災業務課」が存在しなかったが、2010年（平成22年）4月に宮古島・石垣島地方気象台には防災業務課が新設された。しかし、2013年（平成25年）10月に気象庁全体の組織の見直しにより、（名古屋・新潟・広島・高松・鹿児島を除く）地方気象台で課制がなくなったため、従前の技術課長は観測予報管理官、防災業務課長は防災管理官、総務課長は業務・危機管理官となっている。

### 航空測候所・航空気象観測所
航空測候所は航空地方気象台に準じて空港の気象観測や気象ブリーフィング等を行う機関。航空気象観測所は、気象庁が空港の気象観測をその空港の管理者（地方公共団体）等に委託して行う施設。なお航空測候所空港出張所・空港分室は委託化のため航空気象観測所となり全て廃止された。
- 那覇航空測候所（ICAOコード：ROAH）

- 石垣航空気象観測所（同上：ROIG，空港出張所廃止）
- 宮古航空気象観測所（同上：ROMY，空港出張所廃止）
- 下地島航空気象観測所（同上：RORS，空港出張所廃止）
- 伊江島航空気象観測所（同上：RORE，観測は休止中）
- 慶良間航空気象観測所（同上：ROKR）
- 粟国航空気象観測所（同上：RORA）
- 南大東航空気象観測所（同上：ROMD，1997年7月20日に空港分室廃止）
- 北大東航空気象観測所（同上：RORK）
- 久米島航空気象観測所（同上：ROKJ，2009年12月1日に空港出張所廃止）
- 多良間航空気象観測所（同上：RORT）
- 波照間航空気象観測所（同上：RORH）
- 与那国航空気象観測所（同上：ROYN，2006年3月1日に空港分室廃止）

|                            |                          |                              | 所在地     | 備考 |
| -------------------------- | ------------------------ | ---------------------------- | ---------- | ---- |
| 沖縄気象台                 |                          |                              |            |      |
|                            |                          | 名護特別地域気象観測所       | 名護市宮里 |      |
| 久米島特別地域気象観測所   | 島尻郡久米島町字謝名堂   |                              |            |      |
| 南大東島地方気象台         | 島尻郡南大東村在所       |                              |            |      |
| 宮古島地方気象台           |                          |                              |            |      |
| 石垣島地方気象台           |                          |                              |            |      |
|                            | 西表島特別地域気象観測所 | 八重山郡竹富町字上原宇那利崎 |            |      |
| 与那国島特別地域気象観測所 | 八重山郡与那国町与那国   |                              |            |      |
| 那覇航空測候所             | 那覇航空測候所           | 那覇市字安次嶺               |            |      |
|                            | 久米島航空気象観測所     | 島尻郡久米島町字北原         |            |      |
| 北大東航空気象観測所       | 島尻郡北大東村字南       |                              |            |      |
| 南大東航空気象観測所       | 島尻郡南大東村字旧東     |                              |            |      |
| 下地島航空気象観測所       | 宮古島市伊良部字佐和田   |                              |            |      |
| 宮古航空気象観測所         | 宮古島市平良字下里       |                              |            |      |
| 多良間航空気象観測所       | 宮古郡多良間村仲筋       |                              |            |      |
| 石垣航空気象観測所         | 石垣市字盛山東牛種子     |                              |            |      |
| 与那国航空気象観測所       | 八重山郡与那国町字与那国 |                              |            |      |
| 伊江島航空気象観測所       |                          | 休止中                       |            |      |
| 慶良間航空気象観測所       |                          | 令和2年1月2日から休止中      |            |      |
| 粟国航空気象観測所         |                          | 令和2年3月26日から休止中     |            |      |
| 波照間航空気象観測所       |                          | 令和2年1月2日から休止中      |            |      |

## 関連文献
気象庁の沿革をまとめたもので、沖縄気象台に関しても触れられている。
- 気象庁編：『気象百年史』、1975年
- 気象庁編：『気象百年史 資料編』、1975年

沖縄県立那覇二等測候所から沖縄気象台の沿革などをまとめたもの
- 沖縄気象台編：『沖縄気象台百年史』、1990年
- 沖縄気象台編：『沖縄気象台百年史 資料編』、1992年

沖縄戦についてまとめたもの
- 琉風会（沖縄地方気象台の沖縄戦遺族会）編：『沖縄に於ける気象職員の戦記』、1998年5月
- 田村洋三：『特攻に殉ず―地方気象台の沖縄戦』中央公論新社、2004年、ISBN 4120035409
- 筒井祐次：『沖縄戦下における那覇の気象 - ウェイバックマシン（2014年3月27日アーカイブ分）』（沖縄気象台、沖縄技術ノート61、2003年） ISSN 0387-8341

沖縄地方の気象特性についてまとめたもの
- 沖縄気象台：『わが国の亜熱帯地方における気象とその予報－主に南西諸島を中心として』（気象庁、気象庁技術報告第102号、1982年3月） ISSN 0447-3868

## 関連記事
- 気象庁
- 気象台